# Цуце
Цуце су једно од најбројнијих српских племена Катунске нахије које се развило уз још осам племена у нахији. То су била племена: Цетиње, Његуши, Ћеклићи, Бјелице, Озринићи (Чево), Пјешивци, Загарач и Комани.
Најранији помен Цуца налазимо у которским споменицима из 1431, као и у цетињској хрисовуљи с краја 15. вијека. У турским дефтерима из 16. вијека спомињу се као село са три водеће махале. Они су једно од највећих племена са подручја старе Црне Горе. Област им се дијели на Веље и Мале Цуце. Главнина становника по предању су досељеници из Куча (Мале Цуце) и из Херцеговине, Чарађа (Велике Цуце). Досељени су према предањима у периоду између краја 15. и почетка 17. вијека.
Према подацима Которанина Маријана Болице, Цуце су већ 1614. године имале 175 домова.

## Етимологија
Није поуздано утврђено поријекло назива Цуца. У литератури се могу наћи аргументи за албанску (лично мушко име Цуц), као и за словенску етимологију овог назива. У словенским језицима, нарочито код Словена на југоистоку Балкана (Македонија, Бугарска) постоје имена и топоними са основом цуц-. Крајем 9. вијека, један жупан средњовековне жупе Требиње звао се Чучимир. Из података о првим поменима Цуца, може се видјети да је још почетком 15. вијека, име Цуца било патроним.

## Историја
Цуце се први пут наводе у которском документу из 1431. године, кроз помен становника Влатка Витојевића из Цуца (Vlathicus Vitoevich de Zuçe);док се његов син Ђураш помиње 1488. године).
У Цетињској хрисовуљи Ивана Црнојевића наведене су границе Цуца према Ораховчанима и Риђанима:
| „                                            | Међа Ораховча и Цуца и Риђна: Почевши за 3мијно брдо и са ову страну Ђинова дола, и у Доброгорски Крст, и у врх Тисовца, и у Голију, и у Троглав, и у Бијели Студенац. | ” |
| — војвода Иван Црнојевић, Цетињска хрисовуља | |   |

Са турском окупацијом 1497. Цуце су постале гранична област између херцеговачког и црногорског санџака. У турском дефтеру Црне Горе из 1521. године дио су Нахије Пјешивци. Највећем селу није уписано име али се на поуздано зна да се зове Калођурђевић, што закључујемо из наредног пописа из 1523. године. Осим њега пописана су села Војиновићи, Аладиновићи, Миоман, Буковик, Миловићи. Двије године касније, Цуце су пописане као село у Нахији Цетиње. Оно обухвата три махале Калођурђевић, Аладиновић и Војиновић, док је махала Буковик запустјела. Према истраживању Радуловића, у периоду између 1570. и 1582. године дошло је до нове друштвене динамике у племену, фузије два села у здржено "махала Аладин са Војиновићима", па су 1582. пописана два села, помеута здружена махала и махала Калођурђевићи. Ово одговара доцнијој подјели на Мале и Велике Цуце.
- Цуцке махале 1521. године су: Калођурђевићи, Војиновићи, Аладиновићи, Миловићи, Мијомановићи и Буковик;
- 1523: Калођурђевићи, Војиновићи и здружена „Аладиновићи и Миловићи и Мијомановићи“, док је Буковик празан;
- 1529-1536: Калођурђевићи, Војиновићи и здружена махала „Аладиновићи и Миловићи и Мијомановићи“;
- 1570: Калођурђевићи, Војнолићи, Аладин;
- 1582: Калођурђевићи, и здружена „ махала Војиновићи са махалом Аладин“;
- 1592: Цуце и Друге Цуце.[4]

Марјан Болица млетачки племић у опису Скадарског санџака из 1614. године наводи да су Цуце су најбројније племе Катунске нахије, са 175 кућа те 237 војника, под командом Вула и Ника Раичевих. Ово је био и врхунац старог племена Цуца, јер од 1620. године почиње демографски пад. Тек након што су се доселили досељеници из Чарађа и Куча умножили, племе поново добија на снази, од половине 18. вијека.
Из Цуца је највећи црногорски јунак Никац од Ровина, који је вјечну славу стекао обилићевским упадом у табор Осман-паше босанског на Чеву 1756. године, са својих 40 сабораца, и том приликом убио пашу, изазвао расуло у турским редовима и омогућио Србима да извојују величанствену побједу над надмоћнијим непријатељем.
Цуцко село Трњине (у којем су Срби побили Турке 1706. и 1716. године) је у вријеме Петра Првог Петровића Његоша било на граници Црне Горе.

### Села
- Мале Цуце чине села: Трњине, Кобиљи До, Круг, Ровине, Прентин До, Савине Крушке.
- Велике Цуце: Ржани До, Граб, Градина, Липа, Доња Заљут, Горња Заљут, Просени До, Добра Гора, Вукодо, Рокочи, Извори.
- Доњи Крај: Башино Село и Доњи Крај.[3][4]

## Рекли су о Цуцама
| „                                   | да огањ сине чак на море, да бљесне у страшна и сиромашна села веселих Цуца, најдивнијег хајдучког племена, које се икад у нашем народу смрти грохотом смејало! | ” |
| — писац Милош Црњански, Време 1925. | |   |

| „                      | Цуце су моја висока Војна Академија. | ” |
| — краљ Никола Петровић |                                      |   |

| „                       | Цуци су посјекли седам турских паша о бегова, више но сва остала црногорска племена. | ” |
| — војвода Пеко Павловић |                                                                                      |   |

| „                                        | По шаљивости, међу свим племенима Црне Горе и Брда на прво мјесто ставља Цуце. | ” |
| — историчар и етнограф Андрија Јовићевић |                                                                                |   |

## Братства
Цуцка братства су:
| - Асановићи - Бајковићи - Банићевићи - Биговићи - Вулетићи - Ђуричићи - Живковић - Звицери | - Кнежевић - Ковачевићи - Косовић - Кривокапић - Марковићи | - Мијачи - Мијановићи - Николићи - Пејовићи - Перовић | - Поповићи - Радуловићи - Рачете - Рогановићи - Савчићи - Спа(х)ићи - Стевовићи - Тодоровићи | - Томановићи - Томашевићи - Томовићи - Турчиновић - Ћосовићи - Рогановићи |

## Знамените Цуце
Поријеклом су Цуце:
| - Никац од Ровина, харамбаша цуцки, и најпознатији српски јунак из Црне Горе; - Кнез Роган, малоцуцки кнез, опјеван у Горском Вијенцу; - Иларион II Рогановић, био је митрополит црногорско-брдски од 1860. до 1882. године; - Вук Томановић, харамбаша цуцки из Трњина, стриц Никца од Ровина; - Радован Биговић, српски теолог, протојереј-ставрофор Српске православне цркве, професор и декан Православног богословског факултета у Београду; | - Симо Радуловић, харамбаша цуцки из Башина Села, побратим Никца од Ровина; - Крсто Радуловић, барјактар са Вучјег дола, ратник, носилац 12 ордена за јунаштво, из Заврха; - Милан Радуловић, српски књижевник, философ, интелектуалац, министар вера Србије, из Хан Пијеска; - Аћим Радуловић, вођа устанка источне Босне и први војвода горски из Хан Пијеска; - Милорад Радуловић, командант мајор специјалних јединица полиције V одреда - Добој, из Хан Пијеска; | - Милош Кривокапић, српски ратник и војвода из племена Цуце; - Миодраг Кривокапић, српски је филмски, ТВ и позоришни глумац; - Радован Кривокапић, српски фудбалер, а данас фудбалски тренер репрезентације Србије до 17 година; - Борис Кривокапић, српски је интелектуалац, универзитетски професор и правник; - Милорад Кривокапић, српски рукометаш; | - Крсто Поповић, био је официр црногорске војске и један од вођа Божићне побуне 1919. године; - Никола Поповић, учесник Народноослободилачке борбе и народни херој Југославије, генерал-мајор; - Миодраг Живковић, црногорски политичар; - Драгољуб Ђуричић, југословенски музичар; - Ненад Кнежевић Кнез, српски поп пјевач; - Јово Звицер, учесник Народноослободилачке борбе и народни херој Југославије; - Блажо Ђукановић, пјешадијски бригадни генерал војске Краљевине Југославије, и вођа Југословенске војске у отаџбини током другог светског рата; - Гојко Перовић, српски теолог. |